# Забавни уторак
„Забавни уторак” је југословенска телевизијска серија снимљена 1988. године у продукцији ТВ Сарајево.

## Улоге
| Глумац            | Улога |
| ----------------- | ----- |
| Сенад Башић       |       |
| Гордана Бобан     |       |
| Харис Бурина      |       |
| Ајна Печенко      |       |
| Жељко Стјепановић |       |
| Мирко Влаховић    |       |

Комплетна ТВ екипа ▼
| Редитељ | Давор Марјановић |